# People's Progressive Party of Malaysia
People's Progressive Party of Malaysia, (Parti Progresif Penduduk Malaysia), PPP, är ett politiskt parti i Malaysia, mångetniskt, en av de initiala medlemspartiet i den sedan länge regerande alliansen Barisan Nasional (Nationella fronten), sedan 1993 lett av Datuk M Kayveas, idag (2006) viceminister i premiärministerns departement.
Vid valet 2004 fick PPP en (1) av de 219 platserna i Representanthuset.
Den 14 januari 2019 upphävdes partiet trots att registreringen av Folkets Framstegsparti inte godkändes av föreningsregistratorn.